# Harpagoxenus zaisanicus
Harpagoxenus zaisanicus é uma espécie de formiga da família Formicidae.
É endémica da Mongólia.